# Valarpattanam
Valarpattanam (o Baliapatam) és un riu del nord de Kerala format per dos afluents nascuts a Kodagu (Coorg), el Barapole i el Kalluhole. El seu curs és aproximadament d'uns 119 km de llargada i el riu és navegable durant una considerable distància. A uns 5 km de la desembocadura hi ha la població de Valarpattanam, que li dona nom, i just allí se li uneix el riu Taliparamba.